# Lois contre la discrimination des personnes handicapées
Les lois contre la discrimination des personnes handicapées sont des lois visant à réduire la discrimination contre les personnes handicapées, adoptées à la fin du XXe siècle et au début du XXIe siècle par un certain nombre de pays. 
Ces lois ont commencé à apparaître lorsque la notion de droits civils est devenue plus influente à l'échelle mondiale, afin de suivre d'autres formes de lois anti-discrimination et de garantir l'égalité des chances, visant à prévenir la discrimination raciale et le sexisme. Cette idée a commencé à émerger durant la seconde moitié du XXe siècle. Beaucoup de ces lois visent à réduire les obstacles pour les personnes handicapées dans les domaines du service à la clientèle, de l'emploi, de l'environnement bâti, des transports, de l'information et des communications.

## Liste des lois contre la discrimination des personnes handicapées
- Australie : Disability Discrimination Act de 1992
- Canada : Ontarians with Disabilities Act (2002), The Accessibility for Manitobans Act (2013)[2]
- France : Loi pour l'égalité des droits et des chances, la participation et la citoyenneté des personnes handicapées (2005)
- Hong Kong : Disability Discrimination Ordinance 1995
- Pakistan : National Policy for Persons with Disabilities 2002
- Afrique du Sud : Promotion of Equality and Prevention of Unfair Discrimination Act, 2000
- Royaume-Uni : Equality Act 2010 (avant octobre 2010, la législation en cours était le Disability Discrimination Act de 1995)
- États-Unis : Americans with Disabilities Act (XXe siècle)